# Kuwejt na Letnich Igrzyskach Olimpijskich 1968
Kuwejt na Letnich Igrzyskach Olimpijskich 1968 reprezentowało 2 zawodników (sami mężczyźni). Był to pierwszy start reprezentacji Kuwejtu na letnich igrzyskach olimpijskich.

## Skład kadry

### Lekkoatletyka
Mężczyźni
- Ajid Mansur – maraton – nie ukończył
- Sa’ud Dajf Allah – maraton – nie ukończył